# چونسنگ لونگ

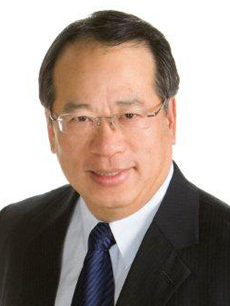
چونسنگ لونگ از حزب محافظه کار، او از سال ۲۰۱۱ میلادی تا سال ۲۰۱۵ میلادی به‌عنوان نماینده‌ای در پارلمان کانادا بود

چونسنگ لونگ (انگلیسی: Chungsen Leung؛ زادهٔ ۱۴ ژوئیهٔ ۱۹۵۰) یک سیاست‌مدار اهل کانادا است. وی نماینده پارلمان کانادا نیز بوده است.

## ماجرای برداشت چونسنگ لونگ از ایرانیان در جلسه‌ای با اعضای جامعه ایرانی کانادایی
در روز شنبه بیست و چهار ژانویه ۲۰۱۵ چونسنگ لونگ، با تعدادی از اعضای جامعه ایرانی کانادایی ملاقاتی داشت، در طی جلسه شرکت‌کنندگان از لونگ دربارهٔ دلایل تفاوت برخورد با ایرانیان در مقایسه با ملیت‌های دیگر پرسش‌هایی کردند، پاسخ غیرحرفه‌ای چونسنگ لونگ به اعضای حاضر در جلسه، با رفتاری متکبرانه این بود که: 
 «اگر شما ایران را این‌همه دوست دارید برای چه به کانادا آمده‌اید؟»
لونگ در این رابطه نامه‌ای سرگشاده‌ای نیز خطاب به جامعهٔ ایرانی کانادایی منتشر کرد، که در آن گفته‌شده: « «دوستان عزیز، من هم مثل شما با افتخار یک مهاجر کانادایی هستم. پیش از آنکه اقامت دائمی کانادا را بگیرم، فردی بدون کشور بودم.»»